# Jelena Vlagyimirovna Romanova orosz nagyhercegnő
Jelena Vlagyimirovna orosz nagyhercegnő, férjezett Ilona görög és dán királyi hercegné (oroszul: Великая Kняжна Елена Владимировна Романова, görögül: Πριγκίπισσα Ελένη της Ρωσίας [Pringípisza Eléni tisz Roszíasz]; Carszkoje Szelo, 1882. január 17./29. – Athén, 1957. március 13.) orosz nagyhercegnő, házassága révén görög és dán királyi hercegné.

## Élete

### Származása és gyermekkora
Jelena Vlagyimirovna nagyhercegnő Vlagyimir Alekszandrovics nagyherceg és Mária Alexandrina mecklenburg–schwerini hercegnő ötödik, utolsó gyermekeként, egyben egyetlen leányaként jött világra 1882 januárjában.
Ambiciózus édesanya nevelte abban a szellemben, hogy soha ne feledkezzék el rangjáról és származásáról. Akaratos, vad természete többször is gondot okozott a családban; egyik dühkitöréséről Henry Jones Taddeus festő emlékezett meg: „felkapott egy közeli asztalról egy nagy papírvágó kést, és a dajkája felé döfött vele, aki a kirohanás elől menekülve a hátam mögé bújt”.
Anyja nagy riválisa, Marija Fjodorovna cárné azon a véleményen volt, hogy a nagyhercegnő egy csinos teremtés, akit azonban elrontott az anyja hatása: „szegény kis teremtés, annyira sajnálom őt, mert igazán elbűvölő gyermek, de beképzelt és túlzottan hatalmaskodó”.

### Házassága és gyermekei

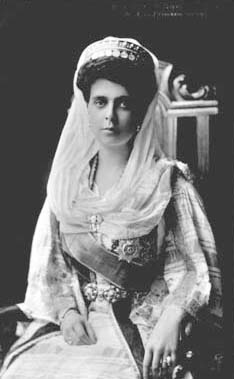
Jelena Vlagyimirovna nagyhercegnő görög díszruhában

1898-ban Jelena Vlagyimirovnát eljegyezte távoli unokatestvére, Miksa badeni herceg. A hercegért a kor számos előkelő családja vetélkedett, az eladósorban lévő leányok szülei mind Miksa herceget szemelték ki vejükként. Jelena nagyhercegnő és a herceg eljegyzést hivatalosan is bejelentették, az esküvői ceremónia előkészületei megkezdődtek, azonban Miksa herceg megváltoztatta a véleményét, és felbontotta az eljegyzést. Egy felbontott kapcsolat rossz fényt vetett az elhagyott leányra, ilyenformán Marija Pavlovna nagyhercegné elkeseredettségében mihamarabb próbált férjet találni Jelena Vlagyimirovna számára. A nagyhercegné nagyravágyó terveiben egy uralkodó szerepelt leánya jövendőbelijeként; az 1900-ban elterjedt udvari híresztelések szerint a megözvegyült bolgár uralkodó is szemet vetett a nagyhercegnőre.
A nagyhercegnő kezét ugyanabban az évben kérte meg Miklós görög és dán királyi herceg, I. György görög király és Olga Konsztantyinovna orosz nagyhercegnő harmadik fia. Jelena Vlagyimirovna gyengéd érzelmeket táplált a herceg irányába, ellenben a családnak nem tetszett a nagyhercegnő választása: Miklós herceg csak a harmadik fiú volt, így nem voltak kilátásai a görög trónra. Marija Pavlovna Albert belga trónörökös herceget, a majdani I. Albert királyt szemelte ki Jelena Vlagyimirovna számára, azonban a trónörökös eljegyzést kötött egy német hercegnővel. Marija Pavlovna végül beletörődött leánya választásába, aki Carszkoje Szelóban, 1902. augusztus 29-én feleségül ment Miklós herceghez.
Marija Fjodorovna és Marija Pavlovna kivételesen egyetértettek abban, hogy ez egy rossz házasság lesz; az anyacárné erről így vélekedett: „a neveltetésük, és ahogyan a dolgokat látják, annyira különbözőek, annyira eltérőek. Mindkét oldalról nagyfokú türelemre lesz szükség… Való igaz, a lánynak annyira nyers és arrogáns a stílusa, hogy megbotránkoztatja az embereket.” Olga görög királyné, Jelena Vlagyimirovna anyósa és apai ágon egyben távoli rokona ellenben boldog jövőt jósolt a friss házasoknak. A királyné szeretettel fogadta menyét Görögországban, elősegítve Jelena Vlagyimirovna beilleszkedését a görög királyi családba. Miklós herceg és a görög földön Ilona néven ismert Jelena nagyhercegnő harmonikus, boldog kapcsolatából három leány született:

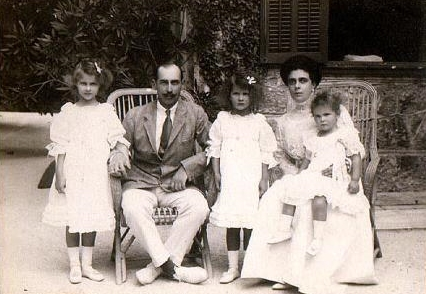
Jelena Vlagyimirovna családja körében

- Olga hercegnő (1903–1997), házassága révén jugoszláv hercegné
- Erzsébet hercegnő (1905–1955), házassága révén Törring–Jettenbach grófnéja
- Marina hercegnő (1906–1968), házassága révén brit királyi hercegné és Kent hercegnéje.

### Száműzetésben, halála
Az 1917-es év nagy változásokat hozott a család számára: Oroszországban megdöntötték a cári rendszert, Görögországban pedig lemondatták I. Konstantin királyt, aki száműzetésbe kényszerült. Miután kikiáltották a görög köztársaságot, és a bolsevikok üldözni kezdték a Romanov-ház tagjait, a család száműzetésbe vonult. A legtöbb oroszhoz hasonlóan Franciaországban telepedtek le, nem maradva a jórészt Svájcban, illetve Olaszországban élő görög királyi famíliával. Miklós herceg álnéven festeni kezdett, később neves művész vált belőle. Jelena hercegné különböző jótékonysági szervezetek tagja lett, adományokat gyűjtve az orosz emigránsok és árvák számára. A család elsősorban Miklós herceg képeinek, illetve Jelena nagyhercegnő ékszereinek eladásából tartotta fenn magát. Olga, Erzsébet és Marina hercegnők jó házasságai nagy megkönnyebbülést jelentettek a nagyhercegnő és férje számára.
1936-ban, a görög monarchia restaurálása utána család visszatérhetett Görögországba. Tatoi szigetén, a királyi család nyári rezidenciájában leltek otthonra. Miklós herceg 1938-ban szívinfarktus következtében elhunyt. Az özvegy Jelena Vlagyimirovna Athénba költözött sógornéjához, Aliz battenbergi hercegnőhöz. A két hercegnő együtt vészelte át a második világháborút Görögországban, míg a királyi család több tagja is elmenekült az országból. Jelena Vlagyimirovna nagyhercegnő és királyi hercegné 1957. március 13-án hunyt el a görög fővárosban. Tatoin, a királyi család mauzóleumában temették el férje oldalára.